# Кинг, Кэрол
Кэ́рол Кинг Клайн (англ. Carole King Klein, урождённая Кэ́рол Джо́ан Клайн (англ. Carol Joan Klein); род. 9 февраля 1942) — американская певица, пианистка и автор песен, в 1960-х годах вместе с мужем Джерри Гоффином написавшая более двух десятков хитов для разных исполнителей, а в начале семидесятых добившаяся успеха на сольном поприще — прежде всего, с альбомом Tapestry, который на протяжении 15 недель возглавлял Billboard 200 и оставался в списках более шести лет.
Пять синглов Кэрол Кинг входили в первую американскую десятку, два из них — «I Feel the Earth Move» (1971) и «It’s Too Late» (1971) — возглавляли списки. Кэрол Кинг, обладательница четырёх Grammy, представлена в трёх Залах славы: Songwriters Hall of Fame, Rock and Roll Hall of Fame (с Джерри Гоффином) и Hit Parade Hall of Fame.

## Биография
Кэрол Кляйн родилась в Манхэттене 9 февраля 1942 года и начала играть на фортепиано в четырёхлетнем возрасте. Уже в школе она образовала свою первую группу, вокальный квартет The Co-Sines, вскоре — стала постоянно участницей местных рок-н-ролльных шоу, которые вёл влиятельный радиоведущий Алан Фрид. Будучи студенткой Queens College, Кляйн познакомилась с тогда ещё неизвестными Полом Саймоном и Нилом Седакой, а затем и Джерри Гоффином, ставшим её постоянным партнёром в авторском дуэте, а несколько лет спустя и мужем.
В 1959 году Кэрол впервые попала в чарты — правда, пока ещё всего лишь как героиня песни Нила Седаки «Oh! Carol», ей посвящённой. Она выпустила ответный «Oh! Neil», но успеха в хит-параде не имела. Зато вскоре начал функционировать её успешный тандем с Гоффином (под эгидой издательского крыла Киршнер-Невинс); супружеская пара приступила к работе в легендарном здании Brill Building, рядом с такими мастерами, как Док Помус, Морт Шуман, Джефф Барри, Элли Гринвич.
В 1961 году вышел первый хит авторского дуэта Гоффин и Кинг: исполненная The Shirelles песня «Will You Love Me Tomorrow» возглавила американские чарты. Также на вершину поднялась их следующая работа «Take Good Care of My Baby» в исполнении Бобби Ви, а затем и «The Loco-Motion», которую спела Литл Ива, работавшая до этого у супругов няней. Супружеская пара написала сообща более ста хитов, отмеченных полным стилистическим разнообразием, который исполнили, в частности, Chiffons («One Fine Day»), The Monkees («Pleasant Valley Sunday»), The Drifters («Up on the Roof») The Cookies («Chains», позже кавер на неё сделали The Beatles), Арета Франклин («(You Make Me Feel) Like a Natural Woman»), The Crystals («He Hit Me (And It Felt Like a Kiss)»). Кинг не оставила попыток возобновить сольную карьеру, но успех имел лишь один её сингл того времени, «It Might as Well Rain Until September» (№ 22 Billboard Hot 100, 1962).
В середине 1960-х годов Гоффин и журналист Эл Ароновиц образовали собственный лейбл звукозаписи Tomorrow Records; Чарльз Ларки (Charles Larkey), бас-гитарист группы Myddle Class, записывавшейся на Tomorrow, стал вторым мужем Кинг после того, как её брак с Гоффином распался. Кинг и Ларки перебрались в 1968 году на Западное побережье и в 1968 году основали The City, музыкальное трио, в состав которого вошёл также нью-йоркский музыкант Дэнни Корчмар (Danny Kortchmar). The City записали один альбом, Now That Everything’s Been Said, но на гастроли так и не вышли: причиной тому была боязнь сцены, которой страдала Кинг. В результате альбом оказался коммерчески провальным, хотя в нём и были песни, которые стали впоследствии известны в исполнении The Byrds («Wasn’t Born to Follow») и Blood, Sweat & Tears («Hi-De-Ho»).
Джеймс Тейлор вскоре стал близким другом певицы: именно он уговорил её начать сольную карьеру. Альбом 1970 года Writer ожидаемого прорыва не принес, но последовавший затем Tapestry (1971) ознаменовал творческий и коммерческий триумф: альбом, став мультиплатиновым, провел в американских чартах более шести лет. Из этого тихого, задумчивого альбома, ставшего (согласно Allmusic) краеугольным камнем в развитии «авторского» жанра, вышли два хита: «So Far Away» и поднявшийся на первое место хит-парада «It’s Too Late». Альбом Music (1971) также возглавил списки; успехи имели и последовавшие затем Rhymes & Reasons (#2, 1972) и Wrap Around Joy (1974), сингл из которого, «Jazzman», поднялся до № 2.
В 1975 году дуэт Гоффин и Кинг воссоединился и записал Thoroughbred, участие в котором приняли также Джеймс Тейлор, Дэвид Кросби и Грэм Нэш. После выхода альбома Simple Things Кинг вышла в турне с собственной аккомпанирующей группой Navarro. Она вышла замуж за Рика Эверса (Rick Evers), часто выступавшего в качестве соавтора, но год спустя он скончался от героиновой передозировки. Вышедший в 1980 году Pearls, сборник записанных на концертах песен авторства Гоффин-Кинг, стал последним значительным коммерческим успехом певицы. Поселившись в небольшом горном селении штата Огайо, она стала активной участницей экологического движения.
Кинг не прекратила студийной деятельности: в числе заметных её работ упоминались альбомы Speeding Time (1983), City Streets (1999), записанный при участии Эрика Клэптона и Love Makes the World (2001), выпущенный на её собственном лейбле Rockingale Records. Двойной концертный сборник The Living Room Tour (2005) документировал турне 2004 года.

## Дискография

### Альбомы
| - 1970: Writer - 1971: Tapestry - 1971: Music - 1972: Rhymes and Reasons - 1973: Fantasy - 1974: Wrap Around Joy - 1975: Really Rosie - 1976: Thoroughbred - 1977: Simple Things - 1978: Welcome Home - 1979: Touch the Sky - 1980: Pearls: Songs of Goffin and King - 1982: One to One | - 1983: Speeding Time - 1989: City Streets - 1993: Colour of Your Dreams - 1994: In Concert - 1994: Time Gone By - 1996: Carnegie Hall Concert: June 18 1971 - 1997: Time Heals All Wounds - 1998: Goin’ Back - 2000: Super Hits - 2001: Love Makes the World - 2002: Crying in the Rain - 2005: The Living Room Tour (Live) |  |